# Swoboda (Familienname)
Swoboda ist ein polnischer, tschechischer und deutscher Familienname. Der Ursprung des Namens ist tschechisch (→ swoboda, tschechisch Freiheit).

## Varianten
- Schwoboda, Sloboda, Svoboda, Svobodny, Svobodova

## Namensträger
- Albert Constantin Swoboda (1853–1941), österreichischer Architekt
- Albin Swoboda (Sänger, 1836) (1836–1901), österreichischer Operettensänger (Tenor) und Schauspieler
- Albin Swoboda (Sänger, 1883) (1883–1970), österreichischer Opernsänger (Bassbariton)
- Andreas Renee Swoboda (* 1976), deutscher Sänger und Musicaldarsteller
- Andrei Olegowitsch Swoboda (* 1991), russischer Crosslauf-Sommerbiathlet
- Angelika Swoboda (1816–1846), österreichisch-deutsche Opernsängerin (Sopran), siehe Angelika Perechon
- Anna Swoboda (* 1998), österreichische Triathletin
- Annette Swoboda (* 1962), deutsche Buch-Illustratorin
- Ariane Swoboda (* 1971), österreichische Musicaldarstellerin, Schauspielerin und Autorin
- Bernhard Swoboda (* 1965), deutscher Betriebswirt
- Brigitte Swoboda (1943–2019), österreichische Schauspielerin
- Carl Swoboda (1896–1978), deutscher Volkskundler und Denkmalpfleger aus der sächsischen Oberlausitz
- Christian Swoboda (* 1971), bayerischer Schauspieler und Model
- Eduard Swoboda (1814–1902), österreichischer Maler
- Emil Swoboda (1898–1934), österreichischer Sozialdemokrat und Widerstandskämpfer
- Emmerich Alexius Swoboda von Wikingen (1849–1920), österreichischer Bildhauer
- Erich Swoboda (1896–1964), österreichischer Althistoriker
- Ernst Swoboda (1879–1950), österreichischer Jurist und Hochschullehrer
- Ewa Swoboda (* 1997), polnische Leichtathletin
- Felix Swoboda (1891–1953), österreichischer Politiker
- Franz Swoboda (1933–2017), österreichischer Fußballspieler
- Franz Josef Swoboda (1870–1934), österreichischer Orgelbauer
- Fritz Swoboda (1922–2007), österreichischer Waffen-SS-Angehöriger
- Georg Swoboda (* 1978), österreichischer Triathlet
- Gerhard Swoboda (Maler) (1923–1974), österreichischer Maler und Grafiker
- Gerhard Swoboda (Schauspieler) (1945–2001), österreichischer Schauspieler
- Gottfried Swoboda (1943–2001), deutscher katholischer Theologe und Publizist
- Gustav Swoboda (1893–1956), tschechoslowakischer Meteorologe
- Hannes Swoboda (* 1946), österreichischer Politiker (SPÖ)
- Heinrich Swoboda (Althistoriker) (1856–1926), österreichischer Althistoriker
- Heinrich Swoboda (Theologe) (1861–1923), österreichischer Pastoraltheologe
- Heinrich Swoboda (Politiker) (1837–1910), österreichischer Reichsratsabgeordneter und Bürgermeister
- Heinz Swoboda (Botaniker) (1941–1997), österreichischer Botaniker
- Heinz Swoboda (Fußballspieler), deutscher Fußballspieler
- Helmut Swoboda (Schriftsteller) (1924–2003), österreichischer Schriftsteller und Journalist
- Helmut Swoboda (Maler) (* 1958), österreichischer Maler
- Herbert Swoboda (Leichtathlet) (1945–2019), deutscher Leichtathlet
- Herbert Swoboda (Musiker) (* 1966), österreichischer Jazzpianist und -klarinettist
- Hermann Swoboda (Psychologe) (1873–1963), österreichischer Psychologe
- Hermann Swoboda (Zeitschriftengründer) (1946–2006), deutscher Zeitschriftengründer
- Ingo Swoboda (* 1961), deutscher Journalist und Autor
- Johann Swoboda (1940–2014), österreichischer Fußballschiedsrichter und -funktionär
- Jörg Swoboda (* 1947), deutscher Pastor und Liedermacher
- Josefine Swoboda (1861–1924), österreichische Porträtmalerin
- Karl Swoboda (Maler) (1824–1870), böhmisch-österreichischer Maler
- Karl Swoboda (Politiker, 1874) (1874–1953), österreichischer Politiker (SdP), Abgeordneter zum Nationalrat
- Karl Swoboda (Gewichtheber) (1882–1933), österreichischer Gewichtheber
- Karl Swoboda (Politiker, 1915) (1915–1967), österreichischer Politiker (SPÖ), Wiener Landtagsabgeordneter
- Karl M. Swoboda (1889–1977), österreichischer Kunsthistoriker
- Marga Swoboda (1955–2013), österreichische Journalistin und Kolumnistin
- Peter Swoboda (1937–2006), österreichischer Betriebswirt
- Raimund Swoboda (* 1950), deutscher Polizist und Politiker (AfD), MdL
- Rudolf Swoboda (Maler, 1819) (1819–1859), österreichischer Maler
- Rudolf Swoboda (Maler, 1859) (1859–1914), österreichischer Maler
- Ruth Swoboda (* 1978), österreichische Handballspielerin und Biologin
- Sabine Swoboda (Schauspielerin) (* 1966), deutsche Schauspielerin und Theaterpädagogin
- Sabine Swoboda (* 1975), österreichische Beachvolleyballspielerin
- Sabine Swoboda (Juristin) (* 1975), deutsche Juristin und Hochschullehrerin